# Isocromosoma

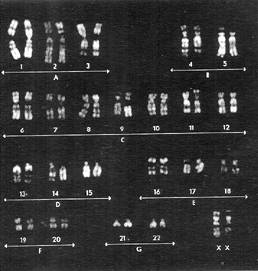
Isocromosoma X in donna affetta da sindrome di Turner

L'isocromosoma è il risultato di un'aberrazione cromosomica strutturale intracromosomica causata da un errore di divisione durante l'anafase.
Il cromosoma si rompe trasversalmente al livello del centromero e braccio lungo e braccio corto si separano. Il braccio che porta con sé il centromero, solitamente il lungo, può replicarsi, mentre l'altro viene generalmente perduto.
Il nuovo cromosoma sarà quindi formato dall'esatta duplicazione di uno dei due bracci.

## Origine
Esso ha origine durante la meiosi e mitosi, quando la divisione del centromero si verifica come il piano trasversale, piuttosto che verticale. Di conseguenza, uno dei bracci del cromosoma originale viene perso e le braccia dell'isocromosoma risultanti sono geneticamente identici l'uno all'altro, ma in senso inverso.  
Non è stata determinata con precisione come gli isocromosomi siano formati, anche se ci sono due meccanismi descritti: 
-Un errore di divisione del centromero durante la meiosi II(meccanismo poco comune).
-Uno scambio della porzione prossimale del braccio vicino al centromero su un cromosoma o nei cromatidi fratelli(meccanismo più comune). 
Negli esseri umani gli isocromosomi sono associati a determinate malattie. Ad esempio, alcuni bambini sono affetti della sindrome di Turner , causata dal isocromosoma del braccio lungo del cromosoma X. Pazienti affetti dalla sindrome Pallister-Killian, causata dal isocromosoma braccio corto del cromosoma 12. L'isocromosoma del braccio lungo del cromosoma 17 e il braccio lungo isocromosoma 14 sono associati a certi tipi di tumori solidi e a neoplasie ematologiche.  
Individui portatori di isocromosomi possono avere figli con cromosomi normali.